# Berrueco
Berrueco è un comune spagnolo di 37 abitanti situato nella comunità autonoma dell'Aragona.